# Ulrich I. (Wildon)

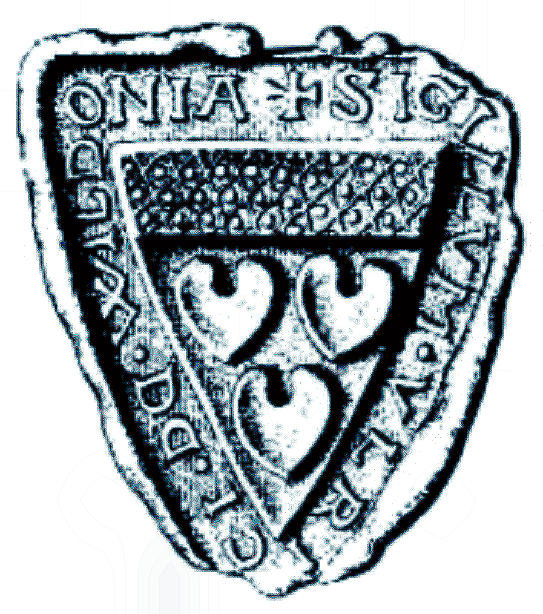
Wappen des Ulrich I. von Wildon 1242

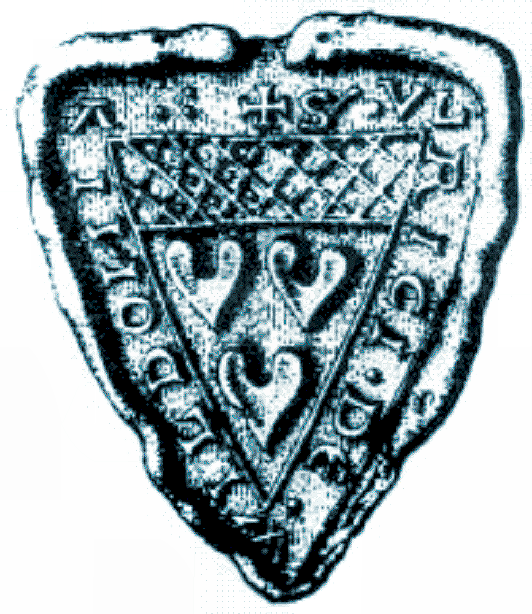
Wappen des Ulrich I. von Wildon 1237

Ulrich I. († um 1262) aus der Adelsfamilie der Herren von Wildon war steirischer Ministeriale.

## Leben
Ulrich war ein Sohn von Herrand I. und der Gertrud von Gutenberg, die sein Vater handstreichartig entführt hatte. Unter Ulrich und seinem Bruder Leutold gelangten die Wildonier an den Zenit ihrer Macht und ihres Ansehens, ihr Besitzstand war damals am größten. Mehr als Leutold betrieb Ulrich aktiv steirische Landespolitik.
Nach der Ächtung Herzog Friedrichs des Streitbaren 1236 begrüßte er mit seinem Bruder und den anderen steirischen Ministerialen Kaiser Friedrich II. in Graz und leistete ihm 1237 nach Wien Gefolgschaft. Als Herzog Friedrich 1239 die Macht in seinen Ländern zurückerobert hatte, finden wir die Wildoner Brüder wieder mit ihm versöhnt an seinem Hofe.
1249, nach drei Jahren Statthalterschaft durch Graf Meinhard von Görz  in der nach dem Tode Herzog Friedrichs 1246 verwaisten Steiermark, sondierte Ulrich wohl als Leiter einer steirischen Delegation bei Kaiser Friedrich II. in Italien die landesfürstliche Nachfolgefrage. In diesem Zusammenhang ist auch die  vermutliche Fälschung des Kaiserdiploms vom 20. April 1249 durch Ulrich zu sehen. In dieser Urkunde wird ein Einschub in die Georgenberger Handfeste bestätigt, der die Nachfolgefrage zugunsten der steirischen Ministerialen regelt. Nach dem Wortlaut der Urkunde lässt der Kaiser diese dem Wildonier einhändigen, damit er den Besten des Landes dessen Rechte und Freiheiten im Sinne der kaiserlichen Bestätigung bekanntmachen und erläutern könne.
Anders als die steirischen Liechtensteiner begünstigte Ulrich von Wildon mit seinen Söhnen Herrand und Hartnid den ungarischen König Béla IV. und bereitete dessen Annexion der Steiermark vor. Doch schon 1259 waren die Wildonier der ungarischen Landesherrschaft mit ihrer strengen Wahrung von Recht und Ordnung und ihrer Klösterprivilegierung überdrüssig geworden und schlugen sich auf die Seite König Ottokars von Böhmen. In der Entscheidungsschlacht bei Kressenbrunn/Groißenbrunn an der March, am 12. Juli 1260, in welcher der alte Wildonier Ulrich das steirische Banner mit dem weißen Panther im grünen Felde führte, siegte Ottokar, und die Steiermark wurde, freilich nunmehr als böhmische Provinz, mit Österreich wiederum vereinigt. Hier finden wir auch den Ursprung der steirischen Flaggenfarben und des steirischen Landeswappens. Ottokar aus der Gaal berichtete dazu in seiner Steirischen Reimchronik:
ain panier grüen als ein gras
darinne ein pardel swebte
plank als ob er lebte
den vuort der degen maer
der alte Wildonaer

### Privates
Von Anfang 1222 bis 1243 urkundeten beide Brüder Leutold und Ulrich meist gemeinsam. 1225/27 wurde eine Schenkung ihres consanguineus (Blutsverwandten) Lantfried von Eppenstein († ~1190 bzw. vor 1227) an Stift Seckau betreffend Gobernitz (Gemeinde Sankt Margarethen bei Knittelfeld) bestätigt. (1242 war dann Eppenstein offenbar als Erbe im Eigentum der Wildonier.) Ab 1229 wurde das von Leutold neu gegründete Stift Stainz reich beschenkt.
1232 ist Ulrich Zeuge in einer Urkunde der Witwe Herzog Leopolds VI. Theodora in St. Lambrecht, mit der ein Streit zwischen dem Stift und den Brüdern Ulrich und Dietmar von Liechtenstein beigelegt wird.
1260 bestätigte Ulrich dem Stift Rein den Besitz der Alpe Necistal (im Raum Neuhof, Übelbachtal), ein Geschenk seiner Großmutter Elisabeth von Gutenberg.

## Familie
Nachkommen:
- Herrand II., urk. 1245–1278, Landespolitiker, Minnesänger
- Leutold II. († vor 1277), „von Dürnstein“
- Hartnid III. († ~1302), Landespolitiker
- Tochter, ⚭ Alram von Feistritz